# منتخب الكاميرون لكأس فيد
منتخب الكاميرون لكأس فيد (بالإنجليزية: Cameroon Fed Cup team)‏ هو ممثل الكاميرون الرسمي في كرة المضرب في كأس فيد
.